# Im Morgengrauen
Im Morgengrauen (im engl. Original Skeleton Crew) aus dem Jahr 1985, erschienen bei Heyne, ist nach Nachtschicht die zweite Kurzgeschichtensammlung des US-amerikanischen Schriftstellers Stephen King. Sie erschien in Deutschland zunächst als einer von drei Bänden (die beiden anderen heißen Der Gesang der Toten und Der Fornit), die zusammen alle Geschichten von Skeleton Crew umfassen. Im Gesamtband Blut (neuere Ausgaben auch: Blut – Skeleton Crew) sind alle Geschichten versammelt.

## Die Geschichten
Im Morgengrauen enthält fünf Horror-Geschichten. Die Reihenfolge weicht von der im US-Original ab.
- Der Mann, der niemandem die Hand geben wollte (engl.: The Man Who Would Not Shake Hands)

Nach der Novelle Atemtechnik im Erzählband Frühling, Sommer, Herbst und Tod kehrt der Leser zurück in den mysteriösen Herrenclub, wo die Geschichte eines Fluchs erzählt wird: Henry Brower ist verflucht, jeden zu töten, dem er die Hand gibt. Am Ende begeht er Selbstmord, indem er sich selbst die Hand schüttelt.
- Hier seyen Tiger (engl.: Here There Be Tygers)

In der Schultoilette bemerkt der von seinen Mitschülern selten ernst genommene Charles einen Tiger. Er warnt einen Mitschüler und seine tyrannische Klassenlehrerin. Sie glauben ihm nicht und werden vom Tiger gefressen.
- Omi (engl.: Gramma)

Der elfjährige George muss auf seine todkranke Omi aufpassen. Doch die ist eine Hexe und hat jahrelang darauf gewartet, endlich mit ihrem Enkel allein zu sein.
- Morgenlieferungen (engl.: Morning Deliveries · Milkman 1)

Ein Milchmann liefert auf seiner idyllisch beschriebenen Morgentour durch die Straßen unter anderem mit Gift versetzte Milch aus.
- Der Nebel (engl.: The Mist)

Im Westen von Maine bricht ein ungewöhnlicher Sturm aus, in dessen Folge mitten im Juli ein gespenstischer Nebel das Land durchzieht. Mit dem Nebel kommen Monster – mutierte Rieseninsekten, Spinnen, Hummer und sogar Wesen, die Dinosauriern gleichen und vermutlich Ergebnis eines schief gelaufenen Militärexperiments sind. Aus der Ich-Perspektive erzählt David Drayton, wie er sich mit seinem Sohn und Dutzenden anderer Menschen in einem Supermarkt verschanzt. Dort verteidigen sie sich gegen die Tiere und suchen nach einem Ausweg. Als sie sich entschließen, draußen nach Hilfe zu suchen, endet die Geschichte offen.

## Besonderheiten
- Der Charakter der Miss Bird aus Hier seyen Tiger basiert auf Kings Lehrerin während seines ersten Schuljahres in Stratford, Connecticut, die er als „pretty scary“ (ziemlich beängstigend) bezeichnet.
- Die Story Omi basiert auf einer wahren Begebenheit: Kings Großmutter starb, als er gerade in Abwesenheit seiner Familie auf sie aufpassen sollte. Die Geschichte wurde in der Reihe Twilight Zone verfilmt (Staffel 1 der Neuauflage von 1985; Folge 1 der Episode 18).
- Morgenlieferungen ist das Überbleibsel eines abgebrochenen Romans namens Milkman von King.
- Die die Originalausgabe einleitende Geschichte Der Nebel ist ein Kurzroman, der unter dem Titel Der Nebel von Frank Darabont verfilmt wurde. Er ist auch auf Englisch als Hör- sowie als Computerspiel erhältlich. Die Geschichte war eine Auftragsarbeit von Kings damaligem Agenten Kirby McCauley, und King berichtet, dass ihm lange Zeit überhaupt kein Beitrag zu der geplanten Kurzgeschichtenanthologie einfallen wollte. In einem Supermarkt kam King schließlich ein lebhaftes Bild in den Sinn: Was wäre, wenn ein riesiger Flugsaurier durch die schmalen Gänge dieses Supermarktes fliegen wollte? Aus der Frage entsprang Der Nebel. 2017 erschien eine auf der Geschichte basierende zehnteilige Serie.[1]
- Die Gesamtausgabe Skeleton Crew wurde von einem Künstler namens J.K. Potter illustriert.

## Weblink
- Im Morgengrauen im KingWiki